# Metello
 Metello és una pel·lícula italiana dirigida per Mauro Bolognini estrenada el 1970. Ha estat doblada al català.

## Argument
Florència, al final del segle xix. Metello, un paleta d'origen camperol, intenta escapar a la misèria. Amb les senyores, s'educa sentimentalment. En el seu treball, s'adona de la seva condició social. Es converteix en líder sindical arran de la gran vaga de 1902.

## Repartiment
- Massimo Ranieri: Metello Salani
- Ottavia Piccolo: Ersilia
- Frank Wolff: Betto
- Tina Aumont: Idina
- Lucia Bosè: Viola
- Pino Colizzi: Renzoli
- Mariano Rigillo: Olindo Tinai
- Luigi Diberti: Lippi
- Manuela Andrei: Adele Salani
- Corrado Gaipa: Badolati
- Adolfo Geri: Del Bueno
- Claudio Biava: Moretti
- Franco Balducci: Chellini
- Steffen Zacharias: Pallesi
- Sergio Ciulli

## Premis i nominacions
Premis
- 1970: Premi a la interpretació femenina (Festival de Canes) per Ottavia Piccolo

Nominacions
- 1970: Palma d'Or